# ルック (アメリカの雑誌)
『ルック』(Look)は、かつてアメリカ合衆国で発行されていた隔週刊の総合雑誌である。アイオワ州デモインに拠点を置くコウルズメディア社が1937年から1971年まで発行していた。11×14インチ（280×360mm）の大型雑誌で、記事よりも写真に重点を置いており、その数か月前に創刊された『ライフ』の競合誌であった。

## 創刊
『デモイン・レジスター』や『デモイン・トリビューン』の編集長だったガードナー・"マイク"・コウルズ・ジュニア（1903年-1985年）が、兄のジョンとともに創刊し、マイクが初代編集長となった。1937年初頭発売された創刊号は、70万5千部を売り上げた。
1937年1月号から開始する予定だったが、実際に発売された『ルック』の創刊号は1937年2月号で、第1巻第2号と番号が振られていた。1937年2月号から5月号までは月1回の発行だったが、1937年5月11日号からは隔週刊に変更された。初期の号のページ番号は、表紙を1ページとしてカウントしていた。初期の号はMonthly Picture Magazine（月刊の写真雑誌）と副題が付けられており、広告は掲載されていなかった。
初期の号は、写真のレイアウトと長いキャプション、または非常に短い記事が特色だった。この雑誌の後援者は、それを「特別なニュースと特集写真を求める、まだ満たされていない大きな需要に基づく実験」と表現した。『ルック』は、先行する『ライフ』よりも幅広い読者層を対象としており、「『ルック』は自分のために、妻のために、私設秘書のために、オフィスの雑用係のために、読者の興味を引くだろう」と業界紙において有望視された。

## 最盛期

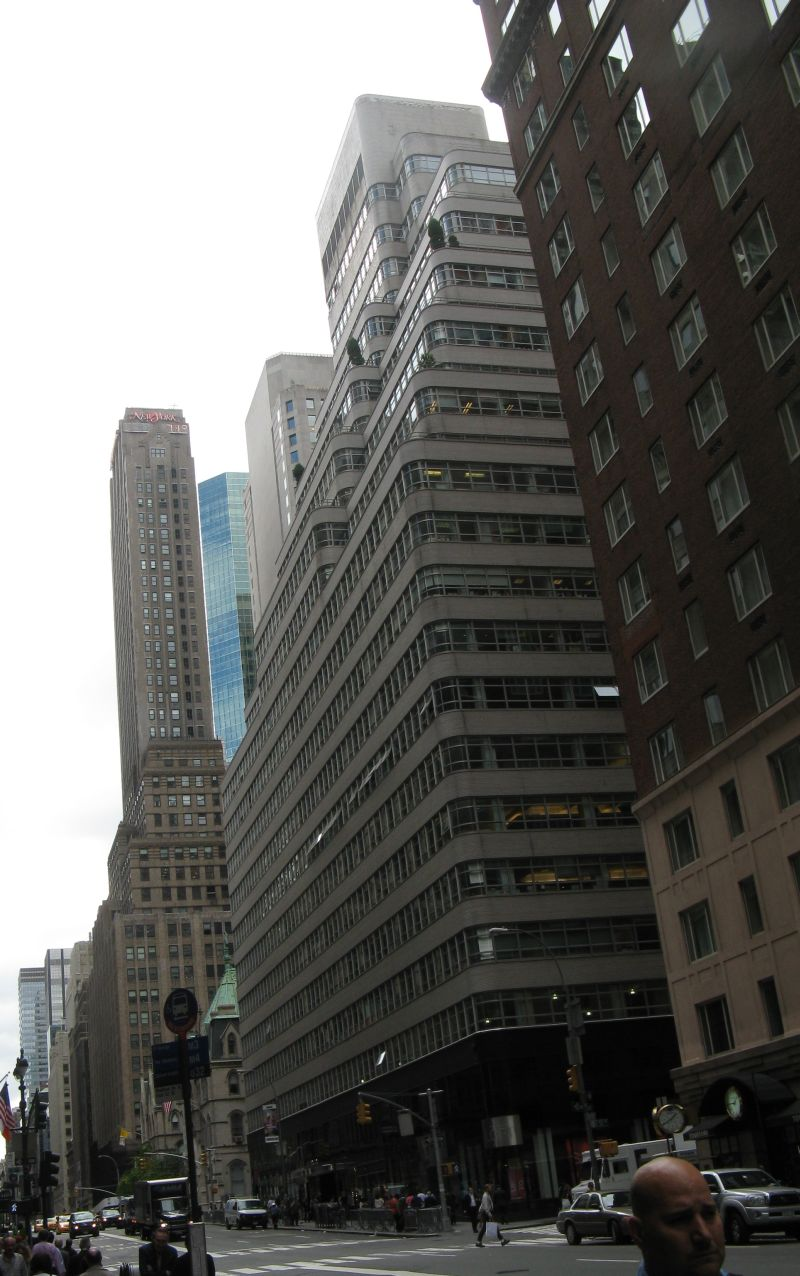
ルックビル

創刊から数週間で、毎号100万部以上が売れ、隔週刊誌となった。1948年までには、1号あたり290万部を販売した。発行部数は1954年に370万部に達し、1969年には775万部でピークを迎えた。広告収入は1966年に最高額の8千万ドルに達した。主要な一般誌の中で、『ルック』は『ライフ』に次ぐ発行部数を誇り、『サタデー・イブニング・ポスト』（1969年に休刊）や『コリアーズ』（1956年に廃業）を抜いていた。
『ルック』の出版社は、1937年から1945年まではルック社(Look, Inc.)、1946年から1965年まではコウルズ・マガジンズ社、1965年から1971年まではコウルズ・コミュニケーションズ社と社名を変えた。ニューヨークにあった編集事務所はマディソン・アベニュー488番地にあり、その特徴的なビルは「ルックビル」(Look Building)と呼ばれ、現在は国家歴史登録財として登録されている。
亡命した元KGB情報提供者のユーリ・ベズメノフは、『ロシア・トゥデイ』1967年10月号について「最初のページから最後のページまで、それは嘘の塊である。アメリカの読者にアメリカのジャーナリストの意見や推論として提示された、プロパガンダの決まり文句である。これ以上真実からかけ離れたものはない」と述べている。彼は、『ルック』の記者たちがどのようにして名声を傷つけられたのかを正確に説明している。

## 休刊
『ルック』は1971年10月19日号で休刊した。テレビに広告収入を大幅に削られ1970年には500万ドルの収入減となったことや、経済の低迷、郵便料金の上昇が休刊の理由だった。休刊時の発行部数は650万部だった。なお、その翌年の1972年12月に『ライフ』も休刊となっている。

## その後
フランスの出版社アシェットは、1979年2月に隔週刊誌として、少し小さめのサイズで『ルック』を復刊させたが、1年で再び休刊となった。定期購読者には、残りの契約分について同社の『エスクァイア』が送られた。
『ルック』の約500万点の写真コレクションはアメリカ議会図書館に寄贈された。
『ルック』の発送部門では、定期購読者に雑誌を発送するためのコンピュータシステムを構築していたが、雑誌の休刊後、従業員6人がそのシステムを使ってフルフィルメントハウスを立ち上げた。その会社は現在、CDSグローバルとして、カスタマーリレーションシップサービスの国際的なプロバイダーとなっている。

## 著名な編集スタッフ
- スタンリー・キューブリック - 映画の仕事をする前、『ルック』のカメラマンとして活動していた。1946年から1951年までにキューブリックが『ルック』の業務で撮影した300点以上の写真のうち、100点以上がアメリカ議会図書館に所蔵されている[13]。
- ジェームズ・カラレス（英語版） - 1960年から1971年まで『ルック』のカメラマンだった。その間、公民権運動を取材し、血の日曜日事件の写真など多くの印象的な写真を撮影した[14]。
- ノーマン・ロックウェル - 1963年に『サタデー・イブニング・ポスト』が休刊となった後、『ルック』にイラストを提供するようになった。